# Покровка (Белебеївський район)
Покро́вка (рос. Покровка, башк. Покровка) — присілок у складі Белебеївського району Башкортостану, Росія. Входить до складу Усень-Івановської сільської ради.
Населення — 4 особи (2010; 6 в 2002).
Національний склад:
- росіяни — 66 %